# Smeringopus arambourgi
Smeringopus arambourgi is een spinnensoort uit de familie trilspinnen (Pholcidae). De soort komt voor in Ethiopië en Kenia.